# Uwe Meves
Uwe Meves (* 14. Juni 1944 in Coburg) ist ein deutscher Germanist, Sprachwissenschaftler und Hochschullehrer.

## Leben und Wirken
Nach seiner Reifeprüfung 1964 in Coburg studierte Uwe Meves Germanistik, Geschichte und Sozialkunde und zwar von 1964 bis 1966 an der Universität Marburg/L., von 1967 bis 1968 an der Universität Zürich und .von 1968 bis 1971 an der Universität Erlangen-Nürnberg. Die beiden Staatsexamen für den höheren Schuldienst legte er 1969/71 und 1977 ab. 1976 promovierte er an der Universität Erlangen bei Horst Brunner. Von 1974 bis 1976 und von 1977 bis 1981 arbeitete er als wissenschaftlicher Mitarbeiter an der Universität Trier und anschließend bis 1987 als Hochschulassistent. Seit 1987 lehrte er als Professor für Ältere deutsche Sprache und Literatur an der Universität Oldenburg und wurde 2009 in den Ruhestand versetzt. In den Jahren 2010 und 2012 wurde er über die Altersgrenze hinaus auf eine Niedersachsenprofessur berufen.
Uwe Meves beschäftigt sich in seinen zahlreichen Veröffentlichungen vor allem mit der Geschichte der Germanistik.

## Veröffentlichungen (Auswahl)
- Studien zu König Rother, Herzog Ernst und Grauer Rock (Orendel) (= Europäische Hochschulschriften, Reihe 1. Bd. 181). Lang, Frankfurt am Main 1976, ISBN 3-261-02162-4 (= Dissertation Universität Erlangen-Nürnberg).
- Kontinuität und Diskontinuität in der Geschichte am Beispiel des Bauernstandes im Mittelalter und in der Frühen Neuzeit. Ein Beitrag zur Multiperspektivität im Geschichtsunterricht (= Göppinger akademische Beiträge. Bd. 108). Kümmerle, Göppingen 1979, ISBN 3-87452-429-9.
- (Hrsg.): Ludwig Tieck / König Rother (= Alt-deutsche epische Gedichte, Bd. 1/Göppinger Arbeiten zur Germanistik. Bd. 168). Kümmerle, Göppingen 1979.
- Zur Rezeption der altdeutschen Literatur an den Gelehrtenschulen in Preußen am Ausgang des 18. Jahrhunderts. In: Peter Wapnewski (Hrsg.): Mittelalter-Rezeption. Metzler, Stuttgart 1986, ISBN 3-476-00576-3, S. 473–498.
- Über den Namen der Germanisten (= Oldenburger Universitätsreden. Bd. 30). Bibliotheks- und Informationssystem der Universität Oldenburg 1989, ISBN 3-8142-1030-1.
- Zur Namensgebung "Germanistik". In: Jürgen Fohrmann, Wilhelm Vosskamp (Hrsg.): Wissenschaftsgeschichte der Germanistik im 19. Jahrhundert. Metzler, Stuttgart 1994, ISBN 3-476-00990-4, S. 25–47.
- Zum Institutionalisierungsprozeß der Deutschen Philologie. Die Periode der Lehrstuhlerrichtung. In: Ebd, S. 115–203.
- Zu den Auswirkungen der Revolution von 1848 auf den Institutionalisierungsprozeß des Faches Deutsche Philologie. Am Beispiel der Universitäten Leipzig, Rostock, Bonn und Tübingen. In: Jürgen Jaehrling u. a. (Hrsg.): Röllwagenbüchlein. Festschrift für Walter Röll zum 65. Geburtstag. de Gruyter, Berlin 2002, ISBN 3-11-091191-4, S. 1–18.
- Ausgewählte Beiträge zur Geschichte der Germanistik und des Deutschunterrichts im 19. und 20. Jahrhundert (= Spolia Berolinensia. Bd. 24). Weidmann, Hildesheim 2004, ISBN 3-615-00289-X.
- (Hrsg.): Regesten deutscher Minnesänger des 12. und 13. Jahrhunderts. de Gruyter, Berlin 2005, ISBN 3-11-017407-3.
- (Hrsg. u. Komment.): Deutsche Philologie an den preußischen Universitäten im 19. Jahrhundert. Dokumente zum Institutionalisierungsprozess. Zwei Bände. de Gruyter, Berlin 2011, ISBN 978-3-11-017928-6.
- Wahlvorschläge für und von Germanisten an der Preußischen Akademie der Wissenschaften (1826–1900) von Jacob Grimm bis Eduard Sievers (= Zeitschrift für deutsches Altertum und deutsche Literatur, Beihefte. Bd. 21). Hirzel, Stuttgart 2014, ISBN 978-3-7776-2399-3.
- Programmatische Texte zur deutschen Philologie vom Ende des 18. Jahrhunderts bis 1930 (= Beiträge zur Geschichte der Germanistik. Bd. 7). Hirzel, Stuttgart 2015, ISBN 978-3-7776-2404-4.
- (Mithrsg.): Briefwechsel der Brüder Jacob und Wilhelm Grimm mit Gustav Freytag, Moritz Haupt, Heinrich Hoffmann von Fallersleben und Franz Joseph Mone (= Briefwechsel der Brüder Jacob und Wilhelm Grimm. Bd. 7). Hirzel, Stuttgart 2016, ISBN 978-3-7776-2488-4.
- Wann und wo ist das ungeheuerliche Wort Germanistik aufgekommen? In: Zeitschrift für Germanistik. Bd. 30 (2020), H. 3, S. 639–648.
- Studien zur Geschichte der Germanistik vom Anfang des 19. Jahrhunderts zum Beginn des 20. Jahrhunderts (= Beiträge zur Geschichte der Germanistik. Bd. 14). Hirzel, Stuttgart 2024, ISBN 978-3-7776-3470-8.